# Takafumi Shimizu
Takafumi Shimizu (japanisch 清水 貴文 Shimizu Takafumi; * 30. Juni 1992 in der Präfektur Gunma) ist ein japanischer Fußballspieler.

## Karriere
Shimizu erlernte das Fußballspielen in der Jugendmannschaft von Júbilo Iwata und der Universitätsmannschaft der Chūkyō-Universität. Seinen ersten Vertrag unterschrieb er 2015 bei Júbilo Iwata. Der Verein spielte in der zweithöchsten Liga des Landes, der J2 League. 2015 wurde er mit dem Verein Vizemeister der J2 League und stieg in die J1 League auf. Für den Verein absolvierte er 13 Ligaspiele. Im März 2017 wurde er an den Zweitligisten Mito HollyHock ausgeliehen. Für den Verein absolvierte er drei Ligaspiele. 2018 wechselte er zu Tochigi Uva FC (heute: Tochigi City FC).